# 4-Aminobutirat—piruvat transaminaza
4-aminobutirat---piruvat transaminaza (EC 2.6.1.96, aminobutiratna aminotransferaza, gama-aminobutiratna aminotransaminaza, gama-aminobutiratna transaminaza, gama-aminobutirno kiselinskaa aminotransferaza, gama-aminobutirna kiselina piruvatna transaminaza, gama-aminobutirna kiselina transaminaza, gama-aminobutirna transaminaza, 4-aminobutiratna aminotransferaza, 4-aminobutirna kiselina aminotransferaza, aminobutiratna transaminaza, GABA aminotransferaza, GABA transaminaza, GABA transferaza, POP2 (gen)) je enzim sa sistematskim imenom 4-aminobutanoat:piruvat aminotransferaza. Ovaj enzim katalizuje sledeću hemijsku reakciju
(1) 4-aminobutanoat + piruvat {\displaystyle \rightleftharpoons } sukcinat semialdehid + L-alanin
(2) 4-aminobutanoat + glioksilat {\displaystyle \rightleftharpoons } sukcinat semialdehid + glicin
Za rad ovog enzima je neophodan piridoksal 5'-fosfat.

## Literatura
- Nicholas C. Price; Lewis Stevens (1999). Fundamentals of Enzymology: The Cell and Molecular Biology of Catalytic Proteins (Third изд.). USA: Oxford University Press. ISBN 019850229X.
- Eric J. Toone (2006). Advances in Enzymology and Related Areas of Molecular Biology, Protein Evolution (Volume 75 изд.). Wiley-Interscience. ISBN 0471205036.
- Branden C; Tooze J. Introduction to Protein Structure. New York, NY: Garland Publishing. ISBN 0-8153-2305-0.
- Irwin H. Segel. Enzyme Kinetics: Behavior and Analysis of Rapid Equilibrium and Steady-State Enzyme Systems (Book 44 изд.). Wiley Classics Library. ISBN 0471303097.

## Spoljašnje veze
- 4-aminobutyrate---pyruvate+transaminase на 